# أعداء الشعب (فلم)
أعداء الشعب (بالإنجليزية: Public Enemies) هو فيلم دراما وفيلم سيرة ذاتية أمريكي من إنتاج عام 2009، الفيلم من إخراج مايكل مان والذي شارك في كتابة السيناريو مع رونان بينيت، اقتباس عن كتاب أعداء الشعب: أعظم موجة جريمة في أمريكا وولادة مكتب التحقيقات الفيدرالي 1933-1934 للكتاب بريان بورو، الفيلم من بطولة جوني ديب وكريستيان بيل وماريون كوتيار وبيلي كرودب وتشانينج تاتوم وإميلي دي رافن. تدور الأحداث خلال فترة الكساد الكبير التي عاشها المجتمع الأمريكي بثلاثينات القرن الماضي، ويؤرخ للسنوات الأخيرة من حياة سارق البنوك سيئ السمعة جون ديلينجر (جوني ديب) حيث كان يتابعه وكيل مكتب التحقيقات الفيدرالي ملفين بيرفي (كريستيان بيل)، وعلاقة ديلينجر مع بيلي فريتشي (ماريون كوتيار)، وكذلك مطاردة بورفيس لشركاء ديلينجر وزملائه المجرمين هومر فان ميتر (ستيفن دورف) وبيبي فيس نيلسون (ستيفن جراهام).

## الإنتاج
بدأ مؤلف الكتاب «براين برو» تأليف الفيلم باعتباره مسلسلاً قصيراً تقوم شبكة اتش بي او التلفزيونية بإنتاجه. ولكون «براين» لا يملك خبرة جيدة في كتابة السيناريو فقد خرج بعد مرور عامين من الكتابة بسيناريو وصفه هو بالسيء جداً جداً. تنازلت اتش بي او عن حق إنتاج المسلسل على اعتبار أن النص يحتاج للكثير من العمل والإصلاح. وهنا رأى «براين» أن يتوج نتيجة جهده وبحثه خلال العامين بتحويل هذا الكم الهائل من المعلومات التي جمعها إلى كتاب صارفاً النظر عن فكرة السيناريو.
بعد ذلك قام المخرج «مايكل مان» والممثل «ليوناردو دي كابريو» بشراء حقوق الكتاب لتحويله إلى فيلم يقوم الأخير ببطولته. وعلى مدى ثلاثة أعوام أخرى توقف المشروع لانشغال «دي كابريو» بتصوير مجموعة من الأفلام. وأخيراً وبعد طول انتظار تفرغ «مايكل مان» للعمل وانتخب «جوني ديب» في دور المجرم، و«كريستيان بيل» في دور المحقق الفيدرالي ورأى الفيلم النور.

## طاقم التمثيل
- جوني ديب بدور جون ديلينجر.
- كريستيان بيل بدور المحقق ملفين بيرفي.
- جيمس روسو بدور والتر ديتريش.
- ماريون كوتيار بدور بيلي فريتشي
- كاري موليجان بدور كارول سليمان

## معرض صور

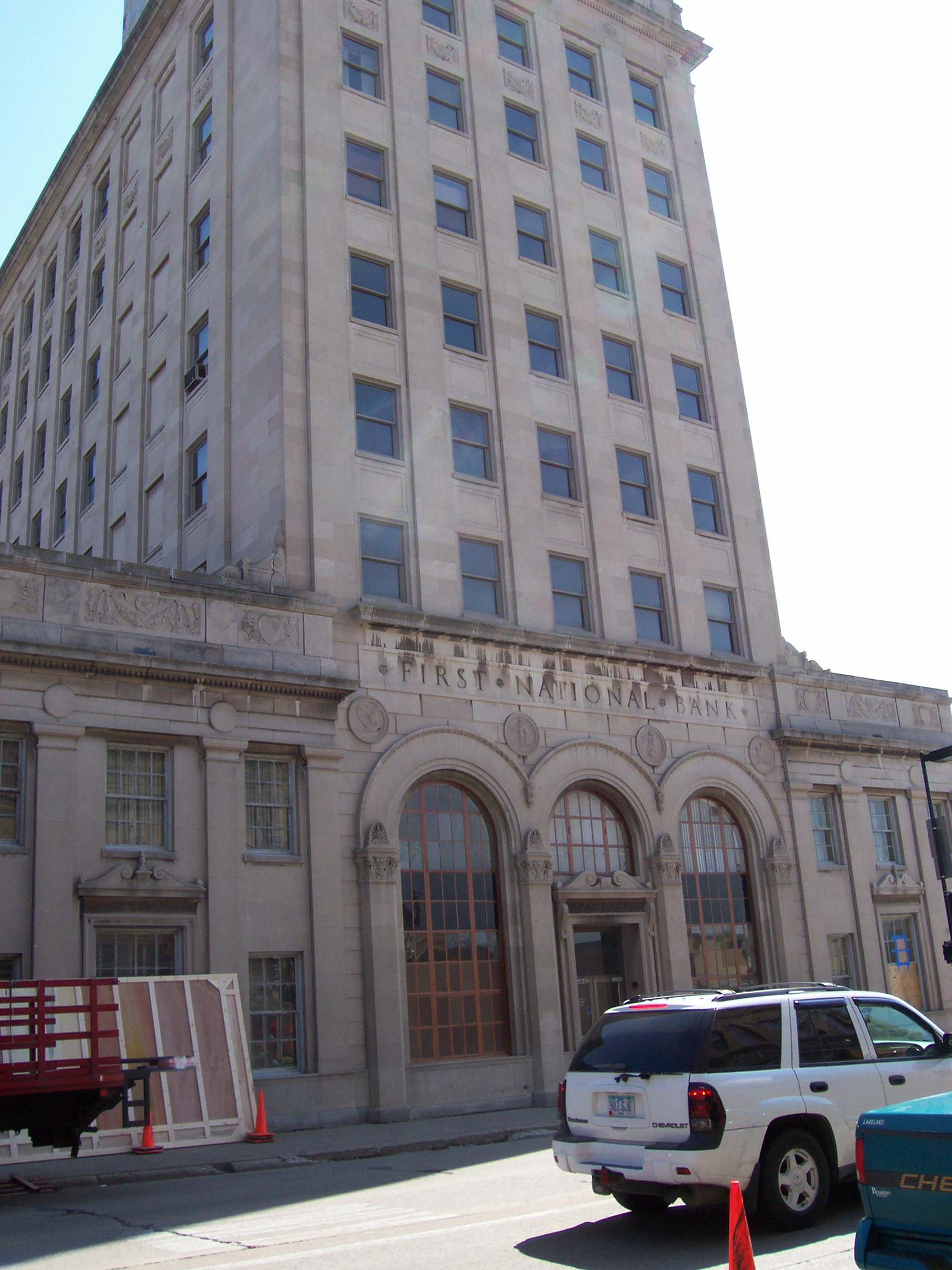
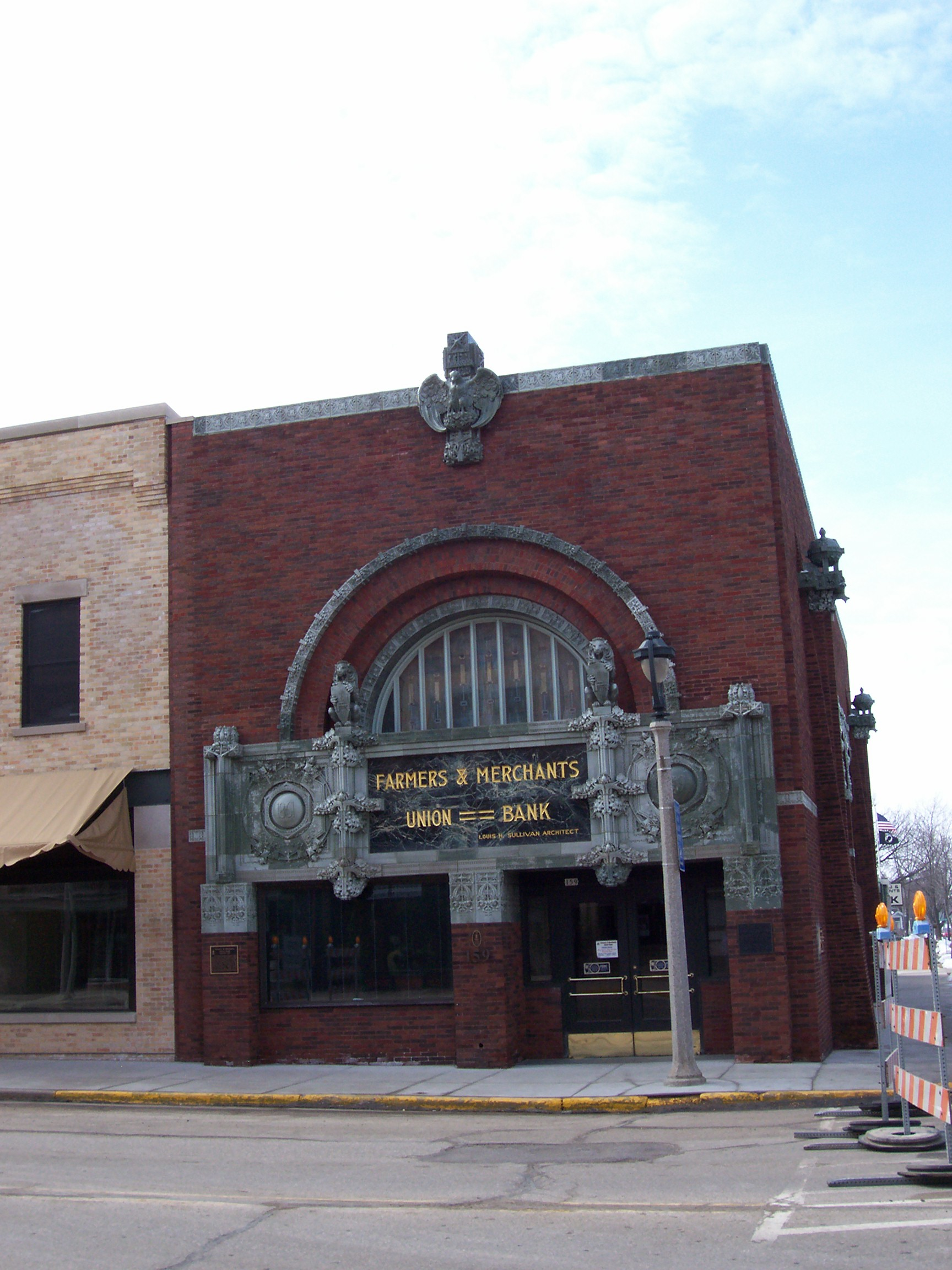
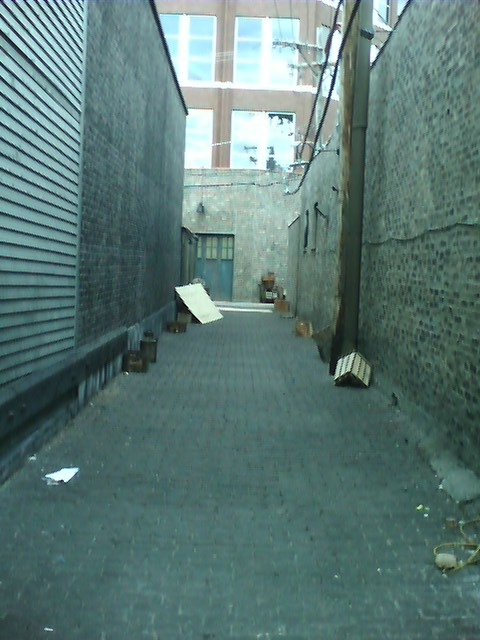

## وصلات خارجية
- أعداء الشعب على موقع IMDb (الإنجليزية)
- أعداء الشعب على موقع ميتاكريتيك (الإنجليزية)
- أعداء الشعب على موقع الموسوعة البريطانية (الإنجليزية)
- أعداء الشعب على موقع روتن توميتوز (الإنجليزية)
- أعداء الشعب على موقع نتفليكس (الإنجليزية)
- أعداء الشعب على موقع قاعدة بيانات الأفلام العربية
- أعداء الشعب على موقع ألو سيني (الفرنسية)
- أعداء الشعب على موقع Turner Classic Movies (الإنجليزية)
- أعداء الشعب على موقع أول موفي (الإنجليزية)
- أعداء الشعب على موقع فيلمافينيتي (الإسبانية)
- الموقع الرسمي للفلم
- صفحة الفيلم على موقع قاعدة بيانات الأفلام على الإنترنت
- إعلان الفلم على يوتيوب